# Edouard Houssin

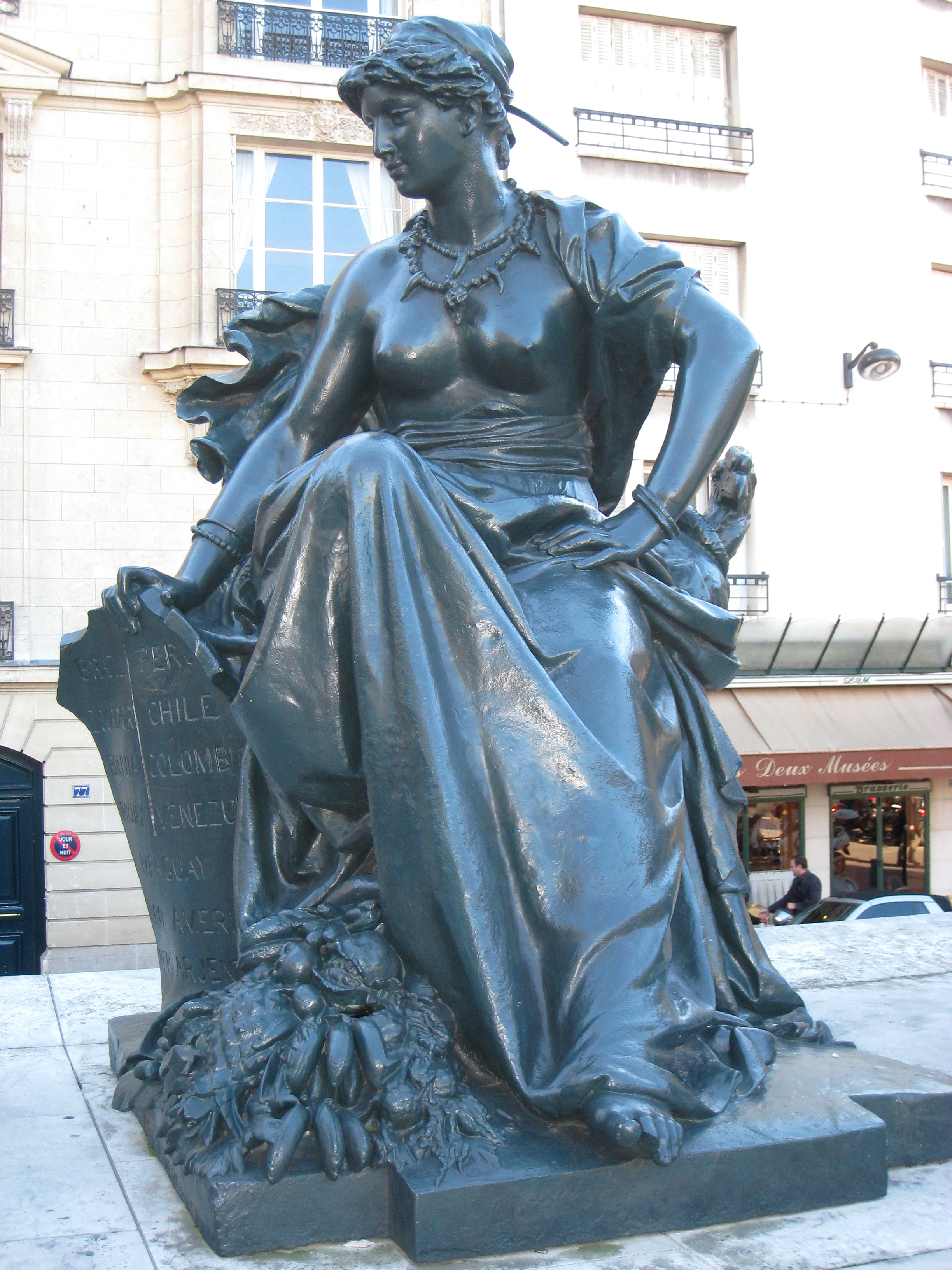
Fundición en hierro de la alegoría de América del Norte. Museo de Orsay.

Edouard Charles Marie Houssin fue un escultor francés, nacido en Douai en 1847 y fallecido en París en 1919. Firmó sus obras como Edouard Houssin.

## Datos biográficos
Nacido en Douai en 1847 , el escultor Edouard Charles Marie Houssin estuvo presente a lo largo de cincuenta años en los Salones oficiales y realizó, sobre todo en el norte de Francia, numerosos encargos públicos a día de hoy desaparecidos.
Especial atención requiere el monumento a la poeta Marceline Desbordes-Valmore en Douai, inaugurado el 13 de julio de 1896 y que fue destruido a lo largo de la Primera Guerra Mundial. 
En 1917, su escultura de mármol titulada Roses trémières, fue expuesta en la Exposición de Barcelona
Como muchos artista academicistas de su generación, cayó en el olvido tras su fallecimiento acaecido en la ciudad de París en 1919.

## Obras
Entre las obras de Edouard Charles Marie Houssin que no han sido destruidas, se encuentran la Esmeralda en el jardín botánico de Douai y el busto de Loïe Fuller conservado en el museo de Grenoble.
El Museo de la Chartreuse de Douai conserva además un gran número de obras de este escultor., sobre todo bustos y alguna estatuilla.
Houssin realizó un modelo a media escala de la estatua alegórica de América del Norte, que fundió en hierro con Aimé Millet para la decoración de la cascada del Jardín del Trocadero, con ocasión de la Exposición Universal de 1878 . El modelo original de Houssin se conserva en el ya mencionado Museo de la Chartreuse y la fundición de hierro en los aledaños del Museo de Orsay. 